# Дибич, Карл
Карл Дибич (нем. Karl Diebitsch, 3 января 1899 — 6 августа 1985) — немецкий художник, дизайнер и офицер СС. Дизайнер большей части военного обмундирования нацистской Германии и регалий Третьего рейха. Дибич в сотрудничестве с дизайнером Вальтером Хеком (Walter Heck) спроектировал практически всю униформу военизированных подразделений СА и СС, а со своим промышленным партнёром Францем Надь (Franz Nagy) Дибич основал фабрику художественного фарфора Porzellan Manufaktur Allach в Аллахе (ныне пригород Мюнхена), производившую культовые фарфоровые изделия для СС (йольские светильники и др.).

## Биография
Дибич родился 3 января 1899 года в городе Ганновер, Германия. Там же он поступил в школу искусств, обучение в которой было прервано из-за начавшейся войны. В 1915 году Дибич был зачислен в Императорский Германский Флот, был награждён Железным крестом 2-го класса. После войны Дибич завершил обучение в качестве художника в той же школе искусств в Ганновере, откуда ранее он был призван во флот.
Некоторое время он подвизался в торговле, но затем решил возобновить художественное образование, и поступил в Академию изобразительного искусства в Мюнхене 29 октября 1919 года.
1 мая 1920 года Дибич вступил в НСДАП, его членский номер был 1436, также с 1920 по 1923 год он был членом Фрайкора. Своё формальное образование он завершил в 1925 году, а затем несколько лет жил и работал в Мюнхене как живописец и график.
Когда Гитлер и НСДАП пришла к власти в Германии в 1933 году, Дибич со своей семьей переехал в Берлин и там вступил в Reichsverband Bildenden Künstler Deutschlands (Национальная ассоциация немецких художников). В ноябре 1933 года он вступил в СС. Позже, в 1937 году, он вернулся в НСДАП,[прояснить] получив партийный билет под номером 4690956.
Дибич открыл свою фабрику и стал директором фабрики художественного фарфора Porzellan Manufaktur Allach в 1936 году, до передачи фабрики в ведомство СС и переезда её в Дахау. В том же году он создал Кинжал СС и Почётную шпагу СС, наряду со многими другими регалиями СС. В 1938 году он получил одну из высших наград на художественной выставке в Мюнхене за картину под названием «Mutter» (Мать). В 1939 году Дибич разработал логотип Аненербе и кресты для офицеров СС. В мае 1939 года он создал окно для наружной части купола на соборе «Кёниг-Хайнрих» в Кведлинбурге. Дибич является автором внешнего вида многих почтовых немецких марок, выпущенных в нацистской Германии.
Помимо того, что Дибич был художником, он достиг немалых высот в армейской карьере, являясь офицером запаса Ваффен СС во время Второй мировой войны. Также он был приписан к 3-й танковой дивизии СС «Мёртвая голова», дивизии «Великая Германия», 5-й танковой дивизии СС «Викинг» и высшему управлению полиции Италии. 20 апреля 1944 года Дибич был произведён в ранг оберфюрера СС.
Умер Карл Дибич в 1985 году в курортном местечке Кройт (Верхняя Бавария, ФРГ).